# Haemaphysalis formosensis
Haemaphysalis formosensis är en fästingart som beskrevs av Neumann 1913. Haemaphysalis formosensis ingår i släktet Haemaphysalis och familjen hårda fästingar. Inga underarter finns listade i Catalogue of Life.